# 메틸 라디칼
메틸 라디칼(영어: methyl radical)은 화학식이 CH•
3인([CH
3]•로도 표기됨) 유기 화합물이다. 메틸 라디칼은 석유화학 산업에서 다른 탄화 수소의 전구체로 주로 현장에서 생산되는 준안정 무색 가스이다. 메틸 라디칼은 강한 산화제 또는 강한 환원제로 작용할 수 있으며 금속을 상당히 부식시킨다.

## 생산

### 생합성
일부 라디칼 S-아데노실메티오닌 효소들은 S-아데노실메티오닌의 환원에 의해 메틸 라디칼을 생성한다.

## 같이 보기
- 메틸기
- 메테늄
- S-아데노실메티오닌